# Герб Комишувахи (Краматорська міська рада)
Герб Комишувахи затверджений 30 червня 1999 р. рішенням №V/23-48 сесії селищної ради Комишувахи. Автор - Олександр Дехтярев.

## Опис герба
В лазуровому щиті пливе срібний лебідь з чорними очима і червоним дзьобом, супроводжуваний знизу сімома срібними балками, пророслим зліва гребенем хвилі. Щит обрамований лазуровим наметом із золотим підбоєм; вгорі на лазуровій девізній стрічці червоний напис «1902», внизу лазуровий напис «КОМИШУВАХА».

## Символіка
Білі хвилі симвоізують численні ставки біля селища. А білі лебеді, що живуть на озері в ландшафтному парку, вже давно стали символом селища і відтак зображені на його гербі.